# اولشنیتسه ف اورلیتسکیخ هوراخ
اولشنیتسه ف اورلیتسکیخ هوراخ (به چکی: Olešnice v Orlických horách) یک منطقهٔ مسکونی در جمهوری چک است که در ناحیه ریخنوف ناد کنیژنوو واقع شده‌است.